# 이견대
이견대(利見臺)는 신라 문무왕(文武王)의 능원인 대왕암(大王巖)과 관련된 신라 시대의 유적지이다. 또한《고려사》(高麗史) 속악지(俗樂志)에는 동명의 곡명이 실려 있다.
1969년 문화재 관리국 조사로 경상북도 경주시 감포읍 대본리 661번지에서 옛 터를 발굴하고 문무왕릉(대왕암)과 함께 대한민국 사적 제159호로 지정하였다. 옛 터에는 1979년에 복원된 이견대의 건물이 있는데, 이곳이 실제 이견대의 위치인지에 대해 의문이 있다.

## 개요
이견대의 이름은 《삼국유사》(三國遺事) 권2 기이2 만파식적조에 처음 등장한다. 신라 제31대 신문왕이 아버지 문무왕(文武王)을 위해 동해 바닷가에 감은사(感恩寺)를 지은 것을 기록하면서 감은사에 보관되어 있던 기록을 인용해, 문무왕이 왜병을 진압하고자 감은사를 짓다가 다 끝마치지 못하고 죽어 바다의 용이 되었으며, 아들 신문왕이 즉위한 뒤 공사를 이어받아 당 개요 2년(682년)에 끝마쳤고 절의 금당 섬돌 아래에 동해 쪽으로 구멍 하나를 뚫어 두어 용이 된 문무왕이 바닷물을 타고 절 안으로 들어올 수 있도록 한 것과, 이때 유언으로 유골을 간직한 곳을 대왕암, 절을 감은사라 했으며 뒤에 용이 나타난 것을 본 곳을 이견대(利見臺)라고 하였다고 설명하고 있다. 이견대의 이름 이견(利見)은 《주역》 건괘에 나오는 "나는 용이 하늘에 있으니 대인을 봄이 즐겁다"(飛龍在天利見大人)라는 괘에서 따온 말로 여겨진다.
《삼국유사》는 또, 감은사가 완성된 이듬해 동해 가운데 작은 섬 하나가 감은사 쪽으로 내려왔다는 보고를 듣고 일관에게 점을 쳐 보게 한 결과 바다의 용이 된 문무왕이 33천으로 돌아간 김유신과 함께 신라를 지킬 값을 매길 수 없는 보물을 내릴 것이라는 괘가 나오자 신문왕이 기뻐하며 이틀 뒤에 이견대로 가서 그 산을 몸소 바라보았다고 적고 있다. 그 뒤 신문왕은 동해의 용으로부터 검은 옥대를 선사받았고, 용의 계시대로 섬 위에 솟아 있던 대나무를 베어다 만파식적(萬波息笛)이라는 신비한 피리를 만들었다고 한다.
《세종실록》(世宗實錄) 지리지 경상도 경주부조에는 이견대가 경주부 동쪽 50리 해안에 있었다고 적고, 《삼국유사》의 기록을 소개하는 한편 이견대 아래로 70보(《신증동국여지승람》에는 10보) 거리의 바다에 네 귀퉁이가 마치 네 개의 문이 우뚝 솟은 모양과 같은 돌이 신라 시대에 문무왕을 장사지낸 곳이며 현재(조선 초)까지도 사람들이 대왕암이라 부르고 있었다고 적고 있다.

## 위치
1969년 한국 문화재관리국은 경상북도 경주시 감포읍 대본리 661번지에서 이견대의 옛 터를 찾아냈고 그 앞의 바다에 떠 있는 대왕암이 문무왕의 해중릉임을 밝혀냈다고 발표했다. 이곳은 대한민국 사적 제159호로 지정되었으며, 1979년 옛 터로 알려진 자리에 건물이 복원되었다.
그러나 이 복원된 이견대가 실제 이견대 자리인지에 대해 의문이 제기되었다. 의문을 제기한 것은 1969년 이견대 발굴 당시 신라오악조사단원으로 참여하였고 이견대의 위치 비정에 일조한 고(故) 황수영 박사였다. 황수영 박사는 2002년 4월 자신이 《불교신문》에 투고하고 있던 「불적일화」(佛跡逸話)라는 연재 기고를 통해, "일단 이견정의 위치를 발굴지로 비정하기는 하였으나 《삼국유사》 등의 문헌에 보이는 ‘축성(築成)’의 자취를 찾지 못한 것이 못내 개운치 못하였다."며, 그러던 중 1995년 가을께, 문무대왕릉 관리인인 김도진 씨로부터 현재는 없어졌으나 옛날에는 대본마을에서 감은사로 넘어 가는 길이 이 산으로 해서 나 있었다는 것이었다는 말을 듣게 되었다. 그곳은 예전에 최남주 선생이 말하던 산 위였고, 황수영은 대본초등학교(2010년 폐교, 현재 임실치즈농장체험장) 뒷산으로 올라가 그곳에서 1,300∼1,600여 m2(약 400∼500평)의 너른 대지와 그 삼면에 인공으로 축석된 자리에 부근에 신라 시대 기와 파편들, 커다란 민묘와 조선 시대에 세워진 석비 1기를 확인할 수 있었다고 하였다. 석비에는 '이견대(利見坮)'라는 글자가 보이기도 한 것을 황수영 본인이 직접 보았다는 것이다. 황수영은 자신의 비정이 틀렸음을 시인하며 알려진 이견대 자리는 신라 시대의 이견대가 아니라 조선 시대의 역원인 이견원(利見院)으로 보아야 할 것이라는 견해를 덧붙였다.

## 속악 이견대
《고려사》 속악지에는 이견대라는 제목의 속악명이 수록되어 있다. 그 설명으로 "세상에 전하기를, 신라왕 부자가 오랫동안 서로 헤어졌다가 만나게 되어 대를 쌓고 서로 보았으니 부자의 기쁨을 다하였고 이를 노래로 지어 불러, 그 대를 이견이라 하였다. 이는 대개 주역의 이견대인(利見大人)의 뜻을 따 온 것이다. 왕 부자가 서로 잃어버릴 이치가 없는데 다른 나라에서 만난 것인지 아니면 인질로 가게 되었던 것인지, 그 자세한 것은 알 수 없다."고 설명하고 있다.

## 같이 보기
- 감은사지
- 만파식적 설화
- 문무왕릉
- 황수영
- 황룡사